# Copa do Mundo de Basquetebol Masculino
A Copa do Mundo de Basquetebol Masculino (ou basquete) é o torneio realizado pela FIBA reunindo as seleções nacionais deste esporte. É realizado a cada quatro anos, cuja primeira edição foi sediada na Argentina em 1950 (a seleção anfitriã sagrou-se campeã). Nesta oportunidade, ocorreu apenas o torneio masculino.  
A primeira edição do torneio feminino aconteceu três anos depois da primeira edição masculina em 1953 com os Estados Unidos sendo o vencedor.
As Copas do Mundo tanto masculina quanto feminina são tão prestigiadas quanto os  Jogos Olímpicos   na  modalidade basquetebol.

## Histórico
| Ano           | País Sede/Cidade            |                 | Final      | Final           | Final           |            | Medalha de Bronze | Medalha de Bronze | Medalha de Bronze |
| Ano           | País Sede/Cidade            | Ouro            | Placar     | Prata           | Bronze          | Placar     | Quarto Lugar      |                   |                   |
| ------------- | --------------------------- | --------------- | ---------- | --------------- | --------------- | ---------- | ----------------- | ----------------- | ----------------- |
| 1950 Detalhes | Argentina Buenos Aires      | Argentina       | [ nota 1 ] | Estados Unidos  | Chile           | [ nota 1 ] | Brasil            |                   |                   |
| 1954 Detalhes | Brasil Rio de Janeiro       | Estados Unidos  | [ nota 1 ] | Brasil          | Filipinas       | [ nota 1 ] | França            |                   |                   |
| 1959 Detalhes | Chile Santiago              | Brasil          | [ nota 1 ] | Estados Unidos  | Chile           | [ nota 1 ] | Taiwan            |                   |                   |
| 1963 Detalhes | Brasil Rio de Janeiro       | Brasil          | [ nota 1 ] | Iugoslávia      | União Soviética | [ nota 1 ] | Estados Unidos    |                   |                   |
| 1967 Detalhes | Uruguai Montevideo          | União Soviética | [ nota 1 ] | Iugoslávia      | Brasil          | [ nota 1 ] | Estados Unidos    |                   |                   |
| 1970 Detalhes | Iugoslávia Ljubljana        | Iugoslávia      | [ nota 1 ] | Brasil          | União Soviética | [ nota 1 ] | Itália            |                   |                   |
| 1974 Detalhes | Porto Rico San Juan         | União Soviética | [ nota 2 ] | Iugoslávia      | Estados Unidos  | [ nota 2 ] | Cuba              |                   |                   |
| 1978 Detalhes | Filipinas Manila            | Iugoslávia      | 82-81 (OT) | União Soviética | Brasil          | 86-85      | Itália            |                   |                   |
| 1982 Detalhes | Colômbia Cali               | União Soviética | 95-94      | Estados Unidos  | Iugoslávia      | 119-117    | Espanha           |                   |                   |
| 1986 Detalhes | Espanha Madrid              | Estados Unidos  | 87-85      | União Soviética | Iugoslávia      | 117-91     | Brasil            |                   |                   |
| 1990 Detalhes | Argentina Buenos Aires      | Iugoslávia      | 92-75      | União Soviética | Estados Unidos  | 107-105    | Porto Rico        |                   |                   |
| 1994 Detalhes | Canadá Toronto              | Estados Unidos  | 137-91     | Rússia          | Croácia         | 78-60      | Grécia            |                   |                   |
| 1998 Detalhes | Grécia Atenas               | Iugoslávia      | 64-62      | Rússia          | Estados Unidos  | 84-61      | Grécia            |                   |                   |
| 2002 Detalhes | Estados Unidos Indianapolis | Iugoslávia      | 84-77 (OT) | Argentina       | Alemanha        | 117-94     | Nova Zelândia     |                   |                   |
| 2006 Detalhes | Japão Saitama               | Espanha         | 70-47      | Grécia          | Estados Unidos  | 96-81      | Argentina         |                   |                   |
| 2010 Detalhes | Turquia                     | Estados Unidos  | 81-64      | Turquia         | Lituânia        | 99-88      | Sérvia            |                   |                   |
| 2014 Detalhes | Espanha                     | Estados Unidos  | 129-92     | Sérvia          | França          | 95-93      | Lituânia          |                   |                   |
| 2019 Detalhes | China                       |                 | Espanha    | 95-75           | Argentina       |            | França            | 67-59             | Austrália         |
| 2023 Detalhes | Filipinas Japão Indonésia   |                 | Alemanha   | 83-77           | Sérvia          |            | Canadá            | 127-118           | Estados Unidos    |
| 2027 Detalhes | Catar                       |                 |            |                 |                 |            |                   |                   |                   |

Notas
1. 1 2 3 4 5 6 7 8 9 10 11 12  Nesses anos, não houve final. A competição foi decidida numa fase final de grupos.
2. 1 2  Em 1974, o campeonato foi decidido via diferença de pontos em partida, já que os três primeiros colocados terminaram com 13 pontos.

## Conquistas por País
| Time            | Ouro                             | Prata                | Bronze                     | Quarto lugar         |
| Estados Unidos  | 5 (1954, 1986, 1994, 2010, 2014) | 3 (1950, 1959, 1982) | 4 (1974, 1990, 1998, 2006) | 3 (1963, 1967, 2023) |
| Iugoslávia      | 5 (1970, 1978, 1990, 1998, 2002) | 3 (1963, 1967, 1974) | 2 (1982, 1986)             |                      |
| União Soviética | 3 (1967, 1974, 1982)             | 3 (1978, 1986, 1990) | 2 (1963, 1970)             |                      |
| Brasil          | 2 (1959, 1963)                   | 2 (1954, 1970)       | 2 (1967, 1978)             | 2 (1950, 1986)       |
| Espanha         | 2 (2006, 2019)                   |                      |                            | 1 (1982)             |
| Argentina       | 1 (1950)                         | 2 (2002, 2019)       |                            | 1 (2006)             |
| Alemanha        | 1 (2023)                         |                      | 1 (2002)                   |                      |
| Sérvia          |                                  | 2 (2014, 2023)       |                            | 1 (2010)             |
| Rússia          |                                  | 2 (1994, 1998)       |                            |                      |
| Grécia          |                                  | 1 (2006)             |                            | 2 (1994, 1998)       |
| Turquia         |                                  | 1 (2010)             |                            |                      |
| França          |                                  |                      | 2 (2014, 2019)             | 1 (1954)             |
| Chile           |                                  |                      | 2 (1950, 1959)             |                      |
| Lituânia        |                                  |                      | 1 (2010)                   | 1 (2014)             |
| Croácia         |                                  |                      | 1 (1994)                   |                      |
| Filipinas       |                                  |                      | 1 (1954)                   |                      |
| Canadá          |                                  |                      | 1 (2023)                   |                      |
| Itália          |                                  |                      |                            | 2 (1970, 1978)       |
| Austrália       |                                  |                      |                            | 1 (2019)             |
| Nova Zelândia   |                                  |                      |                            | 1 (2002)             |
| Porto Rico      |                                  |                      |                            | 1 (1990)             |
| Cuba            |                                  |                      |                            | 1 (1974)             |
| Taiwan          |                                  |                      |                            | 1 (1959)             |

## Seleção do Campeonato
Seguindo os critérios de eficiência nos fundamentos em cada uma das posições, de acordo às estatísticas oficiais do torneio.
| Edição |            | 1                  |                | 2                       |                | 3                 |                | 4                  |                | 5               |
| ------ | ---------- | ------------------ | -------------- | ----------------------- | -------------- | ----------------- | -------------- | ------------------ | -------------- | --------------- |
| 1950   | Argentina  | Ricardo González   | Espanha        | Alvaro Salvadores       | Chile          | Rufino Bernedo    | Estados Unidos | John Stanich       | Argentina      | Oscar Furlong   |
| 1954   | Brasil     | Algodão            | Brasil         | Wlamir Marques          | Uruguai        | Oscar Moglia      | Estados Unidos | Kirby Minter       |                | Carlos Loyzaga  |
| 1959   |            | Juan Vicéns        | Brasil         | Wlamir Marques          | Bulgária       | Atanas Atanasov   | Brasil         | Amaury Pasos       |                | Janis Krumins   |
| 1963   | França     | Maxime Dorigo      | Brasil         | Wlamir Marques          |                | Aleksander Petrov | Brasil         | Amaury Pasos       | Estados Unidos | Don Kojis       |
| 1967   | Jugoslávia | Ivo Daneu          |                | Paulauskas              | Polónia        | Lopatka           | Jugoslávia     | Radivoj Korac      | Brasil         | Menon           |
| 1970   |            | Sergei Belov       |                | Paulauskas              | Estados Unidos | Kenny Washington  | Jugoslávia     | Kresimir Cosic     | Brasil         | Ubiratan        |
| 1974   |            | Alexander Salnikov | Jugoslávia     | Vinko Jelovac           | Espanha        | Wayne Brabender   | Cuba           | Alejandro Urgelles |                | Alexander Belov |
| 1978   | Jugoslávia | Kicanovic          | Jugoslávia     | Dalipagic               | Brasil         | Oscar Schimdt     | Jugoslávia     | Kresimir Cosic     |                | Tkachenko       |
| 1982   | Jugoslávia | Kicanovic          | Estados Unidos | Doc Rivers              | Espanha        | San Epifanio      |                | Anatoli Myshkin    |                | Tkachenko       |
| 1986   |            | Tikhonenko         | Jugoslávia     | Drazen Petrovic         | Brasil         | Oscar Schimdt     |                | Arvydas Sabonis    | Estados Unidos | David Robinson  |
| 1990   |            | Fico López         | Estados Unidos | Kenny Anderson          | Brasil         | Oscar Schimdt     | Jugoslávia     | Tony Kokoc         | Jugoslávia     | Vlade Divac     |
| 1994   | Rússia     | Bazarevich         | Estados Unidos | Reggie Miller           | Estados Unidos | Shawn Kemp        | Croácia        | Dino Radja         | Estados Unidos | Shaquile O'Neal |
| 1998   | Rússia     | Vasily Karasev     | Espanha        | Alberto Herreros        | Jugoslávia     | Dejan Bodiroga    | Itália         | Gregor Fucka       | Jugoslávia     | Zeljko Rebraca  |
| 2002   | Argentina  | Manu Ginóbili      | Jugoslávia     | Stojakovic              |                | Pero Cameron      | Alemanha       | Dirk Nowitzki      | China          | Yao Ming        |
| 2006   | Argentina  | Manu Ginóbili      | Grécia         | Papaloukas              | Espanha        | Jorge Garbajosa   | Estados Unidos | Carmelo Anthony    | Espanha        | Pau Gasol       |
| 2010   | Sérvia     | Milos Teodosic     | Turquia        | Hedo Turkoglu           | Estados Unidos | Kevin Durant      | Lituânia       | Linas Kleiza       | Argentina      | Luis Scola      |
| 2014   | Sérvia     | Milos Teodosic     | Estados Unidos | Kyrie Irving            | França         | Nicolas Batum     | Estados Unidos | Keneth Faried      | Espanha        | Pau Gasol       |
| 2019   | Espanha    | Ricky Rubio        | França         | Evan Fournier           | Sérvia         | Bogdan Bogdanovic | Argentina      | Luis Scola         | Espanha        | Marc Gasol      |
| 2023   | Alemanha   | Dennis Schröder    | Canadá         | Shai Gilgeous-Alexander | Estados Unidos | Anthony Edwards   | Sérvia         | Bogdan Bogdanović  | Eslovénia      | Luka Dončić     |

## MVPspor edição
| - 1950 – ARG Oscar Furlong - 1954 – USA Kirby Minter - 1959 – BRA Amaury Pasos - 1963 – BRA Wlamir Marques - 1967 – YUG Ivo Daneu - 1970 – URS Sergei Belov | - 1974 – YUG Dragan Kićanović - 1978 – YUG Dražen Dalipagić - 1982 – PAN Rolando Frazer - 1986 – YUG Dražen Petrović - 1990 – YUG Toni Kukoč - 1994 – USA Shaquille O'Neal | - 1998 – YUG Dejan Bodiroga - 2002 – GER Dirk Nowitzki - 2006 – ESP Pau Gasol - 2010 – USA Kevin Durant - 2014 – USA Kyrie Irving - 2019 – ESP Ricky Rubio - 2023 – GER Dennis Schröder |